# Stary Ratyniec
Stary Ratyniec – wieś w Polsce położona w województwie mazowieckim, w powiecie sokołowskim, w gminie Sterdyń. Ma status sołectwa. Leży nad rzeczką Buczynką. Znajduje się około 120 km od Warszawy.
| SIMC    | Nazwa                  | Rodzaj  |
| ------- | ---------------------- | ------- |
| 0690772 | Kolonia Stary Ratyniec | kolonia |

Zaścianek szlachecki Stary należący do okolicy zaściankowej Ratyniec położony był w drugiej połowie XVII wieku w ziemi drohickiej województwa podlaskiego. W latach 1975–1998 miejscowość administracyjnie należała do województwa siedleckiego.
Wierni kościoła rzymskokatolickiego należą do parafii Parafia Narodzenia Najświętszej Maryi Panny w Kosowie Lackim.